# Clube Central
Clube Central é um clube multi-esportivo localizado em Icaraí, Niterói - RJ, fundado em 18 de julho de 1920.

## História
O Clube Central iniciou suas atividades em um casarão de propriedade da família Armando Carreira Lassance, situado na Rua Presidente Pedreira, 65, no bairro do Ingá. Posteriormente, teve sua sede no prédio onde funciona, atualmente, a Escola Estadual Aurelino Leal e, mais tarde, transferiu-se para o número 138, da mesma Rua Presidente Pedreira, sua primeira sede própria. Somente em fevereiro de 1932, a mansão onde funcionou o Colégio Guanabara, situada na Praia de Icaraí 335, Icaraí, tornou-se sede do então tradicional clube da Zona Sul do município. 
Em sua segunda gestão como presidente, o almirante Gustavo Gurgulino de Souza deu início às obras, como a demolição da antiga mansão para dar lugar à atual sede, conhecida como Palácio de Mármore, projeto e execução do arquiteto Manoel Machado, e concluído na gestão de Rubens Maragno, em 1976. O prédio que abriga a atual sede é dotado de quatro andares, com hall de entrada, parque aquático, piscina e quatro saunas, moderno salão de sinuca, amplo salão nobre, wisqueria, auditório, espaço jovem e um grande terraço, de frente para a Baía de Guanabara, localizado na mesma Praia do Icaraí 335.
Em 1981, ainda na gestão de Rubens Maragno, foi inaugurado o Ginásio de Esportes, na Rua Moreira César 251,  com as modalidades de quadra, ginástica, musculação, judô, jiu-jitsu, ginástica ritmica, entre outras. 
O Central foi vice-campeão do Torneio do Interior, oficial da Federação de Basquetebol do Estado do Rio de Janeiro no ano 2000.

## Ligações Externas
- Clube Central